# Ганс-Георг Людер
Карл Ганс-Георг Вільгельм Людвіг Альфред Людер (нім. Karl Hans-Georg Wilhelm Ludwig Alfred Lueder; 2 жовтня 1908, Франкфурт-на-Одері — 29 серпня 1989, Ганновер) — німецький офіцер, оберст вермахту, бригадний генерал бундесверу.

## Біографія
В 1927 році вступив в 12-й (саксонський) кінний полк. В 1928/29 роках навчався в піхотному, в 1929/30 роках — кавалерійському училищі рейхсверу в Ганновері. З 1930 року — командир взводу 2-го ескадрону 2-го кінного полку. З 1934 року — ад'ютант свого полку, з 1935 року — 1-го батальйону 3-го танкового полку. З 1938 року — командир роти свого полку. З 1940 року — референт і офіцер зв'язку ОКГ. З 10 травня 1942 року — командир 501-го важкого танкового батальйону. 28 лютого 1943 року поранений і відправлений на лікування. В 1943/44 року — командир курсів з використання танку «Тигр» в Падерборні, в 1944/45 року — 16-го танкового полку 116-ї танкової дивізії. В кінці Другої світової війни був 1-м ад'ютантом головнокомандування 6-ї армії і був взятий в полон американськими військами.
Після звільнення працював в продовольчому управлінні Любека, з 1948 року — начальник відділу. В 1949 році перейшов в Управління торгівлі, судноплавства і промисловості, де в 1951 році також очолив відділ. В 1952 році управління Бланка запропонувало Людеру взяти участь у формуванні бундесверу. В 1955 році прийнятий в бундесвер і очолив групу або відділ танкових військ військового управління Кельна. З 1958 року — заступник командира танкового училища Мюнстера. З 1959 року — командир 33-ї танкової бригади в Лінгені, з 1961 року — 1-го училища офіцерів сухопутних військ в Ганновері. В 1966 році вийшов у відставку.

## Сім'я
3 серпня 1937 року одружився в Штутгарті з Інгебург Гертрудою Марго Ерікою фон Кляйст, молодшою з трьох дочок генерал-лейтенанта Адольфа фон Кляйста. В пари народились 3 дітей.

## Звання
- Лейтенант (1931)
- Оберлейтенант (1933)
- Гауптман (1938)
- Майор (1941)
- Оберстлейтенант (1944)
- Оберст (1945)
- Бригадний генерал (1960)

## Нагороди
- Медаль «За вислугу років у Вермахті»
  - 4-го класу (4 роки; 1936)
  - 3-го класу (12 років; 1939)
- Залізний хрест
  - 2-го класу (1939)
  - 1-го класу (1940)
- Нагрудний знак «За танкову атаку» в сріблі (1940)
- Нагрудний знак «За поранення» в чорному (1943)
- Нарукавна стрічка «Африка» (1943)
- Медаль «За італо-німецьку кампанію в Африці» (Королівство Італія; 1943)
- Орден «За заслуги перед Федеративною Республікою Німеччина», командорський хрест (1966)